# Scopula falsaria
Scopula falsaria là một loài bướm đêm trong họ Geometridae.